# إسبلكنون
الإسْبَلَكْنُون (الاسم العلمي: Splachnum) هو جنس من النباتات يتبع الفصيلة الإسبلكنونية من رتبة الإسبلكنونيات.

## أنواع الإسبلكنون
- إسبلكنون أحمر
- إسبلكنون أصفر
- إسبلكنون جنوبي
- إسبلكنون حرشفي
- إسبلكنون خذروفي
- إسبلكنون رقيق
- إسبلكنون سوطي
- إسبلكنون ضئيل
- إسبلكنون قطبي شمالي
- إسبلكنون كروي
- إسبلكنون متباين الأوراق
- إسبلكنون متناقض
- إسبلكنون مسترجن
- إسبلكنون مسوق
- سبلكنون نمساوي
- إسبلكنون دورقي